# Asplenium laurentii
Asplenium laurentii là một loài dương xỉ trong họ Aspleniaceae. Loài này được J. Bommer ex Christ mô tả khoa học đầu tiên năm 1896.